# Felipe Hernández Rodríguez
Felipe Hernández Rodríguez (Santa Cruz de La Palma, 14 de mayo de 1946) es un político, periodista y maestro, miembro del Partido Socialista Obrero Español, y fue presidente del Cabildo Insular de La Palma entre 1993 y 1996.

## Obras
- Obras de Restauración en Santa Cruz de La Palma: El Salvador, Ayuntamiento y el Castillo de St. Catalina.[2]
- La Conquista de la isla y el nacimiento de Santa Cruz de La Palma.[3]